# Craspedosoma armatum
Craspedosoma armatum är en mångfotingart som först beskrevs av Gerstfeldt 1859.  Craspedosoma armatum ingår i släktet Craspedosoma och familjen knöldubbelfotingar. Inga underarter finns listade i Catalogue of Life.